# Lantejuela
Lantejuela è un comune spagnolo di 3 585 abitanti situato nella comunità autonoma dell'Andalusia.
Il comune ha assunto l'odierna denominazione con decreto del 4 febbraio 2014, mentre, in precedenza, aveva il nome di La Lantejuela.

## Storia

### Simboli
Lo stemma è stato concesso il 9 dicembre 1985.
Nella prima partizione, il cerchio d'oro ha la forma di un lustrino (in spagnolo lentejuela) che ha assonanza con il nome del paese. La pernice è blasonata di rosso ma è rappresentata al naturale.